# 결혼해YOU
《결혼해YOU》는 2024년 11월 16일부터 2024년 12월 15일까지 방송했던 채널A 토일 드라마였다.

## 기획 의도
결혼 기피 조건을 다 갖춘 섬 총각 '봉철희'의 결혼을 성사시키기 위해 급조된 '결혼사기진작팀'에 유배당한 비혼주의 공무원 '정하나'의 고군분투 과정을 다룬 일명 '중매 로맨스' 드라마

## 제작진

### 제작사
- 초록뱀미디어
- 원엔터테인먼트

### 제작
- 서장원
- 박성수
- 박채린

### 극본
- 리나

### 연출
- 황경성 : 웹 드라마 《러브 시큐리티》(연출), 웹 드라마 《두 Dream(드림)》(연출), 웹 드라마 《아이 엠(I AM)》(연출), 웹 드라마 《더 블루씨》(연출), 웹 드라마 《사랑, 기억에 머물다》(연출), 웹 드라마 《사랑, 시간에 머물다》(연출), 영화 《오빠가 화났다》(감독), 웹 드라마 《오늘은 오피스, 내일은 로맨스》(연출), 웹 드라마 《달고나 (달콤하지만 고된 나의 청춘기)》(연출), 영화 《기억의 시간》(감독), 영화 《오싹한 동거》(연출), 웹 드라마 《그녀의 버킷리스트》(연출), 영화 《그녀의 버킷리스트》(감독) 연출

## 등장 인물

### 주요 인물
- 이이경 : 봉철희 (34세, 남) 역 - “지가 결혼할 자격이 있는 사람인지, 확인시켜 줘 봐유.“

”우리… 결혼해유?“
나이: 34세
직업: 만능일꾼
특징: 못하는 것 없는 청도의 홍반장 아니, 봉반장
봉철희에게 결혼이란? 결혼은 집밥! 마음과 정성이 중요하다 생각해유
1. 결혼할 자격을 확인하기 위해 다시 육지로 나온 순박한 섬총각

1. 하나의 진심어린 설득에 넘어가, 다시 한 번 용기를 내보는 중!

- 조수민 : 정하나 (29세, 여) 역 - “결혼을 왜 안 하냐보단 왜 결혼을 해야하는 지가 더 의문이라서요.“

나이 : 29세
직업 : 인정시청 7급 공무원
특징 : 산토리니 같은 곳에서 버스킹하며 사는 노후를 꿈꾸는 중
정하나에게 결혼이란? 연애는 OK, 결혼은… 글쎄?
1. 일은 수단으로, 여가시간은 주체적으로!

1. 혼자만의 삶을 즐기는 비혼주의자

1. 목표는 섬총각 봉철희를 결혼시켜 근본 없는 결혼사기신작팀을 떠나는 것!

- 구준회 : 최기준 (32세, 남) 역 - “정하나, 도와주겠다고 내가. 니가 행복해지도록.”

나이 : 32세
직업 : 인정시청 결혼사기진작팀 팀장
특징 : 직업, 성격, 매너, 외모, 엄친아 중의 엄친아
최기준에게 결혼이란? 정하나에게 되돌아가는 길!
1. 출중한 외모, 뛰어난 능력, 모두가 부러워하는 엘리트이자 완벽남

1. 비겁하게 하나에게서 도망쳤던 과거의 잘못을 되돌리려 애쓰는 중

- 지이수 : 오인아 (32세, 여) 역 - "봉철희 이 남자. 자꾸 날 설레게 한단 말이지?"

나이 : 32세
직업 : 다이언 그룹 장녀, 다이언 마트 상무
특징 : 여자들에겐 워너비, 남자들에겐 만인의 이상형
오인아에게 결혼이란? 지켜내고 싶은 유일한 판타지
1. 결혼만큼은 내 의지, 내 뜻대로 할거야!

### 결혼사기진작팀
- 우현 : 임구식 (60대 초반, 남) 역 - 곧 재선을 앞둔 인정시장, 기혼.
- 김미려 : 이지경 (40대 초반, 여) 역 - 임신중인 7급 공무원, 기혼.
- 김강현 : 양승구 (40대 중반, 남) 역 - 만년계장, 기혼.
- 송이담 : 한빈 (20대 초반, 남) 역 - 짠내나는 9급 공무원 시보
- 전서진 : 나지원 (20대 초반, 여) 역 - 취집이 목표인 대학생 인턴
- 손소망 : 문영은 (35세, 여) 역 - 하나의 절친, 이자카야 운영. 돌싱.

### 기타 인물
- 미상 : 후드 모자를 푹 뒤집어쓴 채 정하나의 행적을 살피는 정체불명의 인물 역
- 안태린 : 봉바다 역
- 서우진 : 봉산이 역
- 미상 : 철희의 형 역
- 미상 : 하나의 소개팅 상대 역

### 특별출연
- 추소정 : 차민지 역 (1회)

## 참고 사항
- 이이경, 조수민은 KBS 2TV 월화 드라마 《암행어사: 조선비밀수사단》 이후 4년 만에 재회해 캐스팅 됐다.
- 드라마 내에선 20대 후반의 7급 공무원인 주인공을 서민으로 표현하고 있는데 현실에서는 상당한 상위 스펙이다.